# Dzsódo

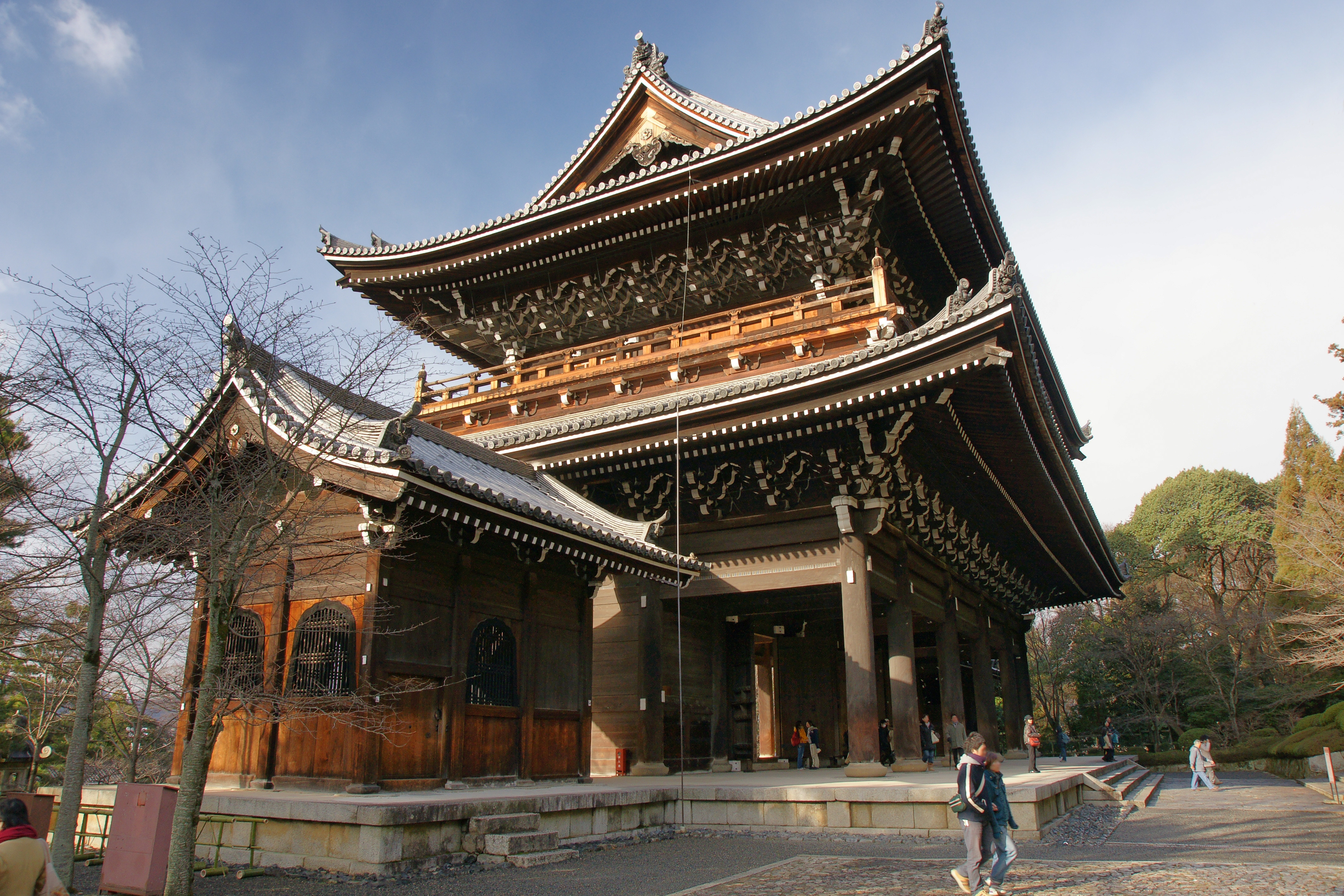
A Csionin templom

A dzsódo (浄土宗, dzsódo sú, Hepburn-átírással: Jōdo shū, 'a Tiszta Ország irányzat') az első amidista (Amitábha Buddha nevéből) buddhista szekta volt Japánban. 

## Története
1175-ben alapította Hónen szerzetes, akit minden egyebet kizáró nembucu tana miatt száműztek Kiotóból, s magát a szektát hivatalosan az Edo-korig (1600–1867) nem ismerték el – ma viszont a második legnagyobb a dzsódo sin után. A világtól való elvonulásnak, a Tiszta Országnak vagyis a paradicsomnak a szamurájharcok (Heidzsi-lázadás, Hógen-lázadás, Taira–Minamoto-háború) idején élt Hónen által továbbhagyományozott vágya jellemzi, hitgyakorlata is tudatosan passzív: vallja, hogy az Amida-invokáció, a nembucu maga elég az üdvözüléshez. Főtemploma a kiotói Csionin.